# Hydrillodes cauloneura
Hydrillodes cauloneura là một loài bướm đêm trong họ Noctuidae.